# Seille (affluent de l'Ouvèze)
Pour les articles homonymes, voir Seille.
Ne doit pas être confondu avec Seille (affluent de la Moselle) ou Seille (affluent de la Saône).
La Seille est une rivière française du département du Vaucluse. C'est un sous-affluent du Rhône.

## Géographie
La rivière prend sa source à Jonquières dans le Vaucluse, traverse Courthézon, pour se jeter dans l'Ouvèze à Bédarrides.

## Hydrologie
La Seille comporte 2 affluents :
- Le ruisseau le Petit Raonel (5,1 km entre Courthézon et Jonquières) [1] ;
- Le ruisseau le Grand Roannel  (2,8 km entre Courthézon et Jonquières) [2].